# San Giorgio (Bari)
San Giorgio è un quartiere di Bari, appartenente dal 2014 al I municipio (ex V circoscrizione).

## Geografia fisica
Il quartiere si trova nella parte sud-est della città e confina:
- a nord con il quartiere Japigia;
- a sud con il quartiere Torre a Mare;
- a sud-ovest con il comune di Triggiano;

## Storia e peculiarità
Il quartiere San Giorgio, ubicato a circa 4 km dal centro di Bari, era un tempo noto come la "Marina di Triggiano" in quanto faceva parte del territorio di quel comune. Con la legge dell'11 agosto 1934, San Giorgio fu aggregato a Bari insieme al territorio di Torre a Mare, quest'ultimo appartenente al comune di Noicattaro, costituendo una nuova frazione, oggi quartiere, denominata a quei tempi Torrepelosa. La delibera del Consiglio comunale di Bari del 24 gennaio e del 26 gennaio 1970, incluse il quartiere San Giorgio, insieme ai quartieri Japigia e Torre a Mare, nel territorio della V circoscrizione.
Nato come un piccolo villaggio di pescatori, divenuto oggi un piccolo centro turistico, il quartiere San Giorgio deve molta importanza soprattutto alla sua storia: nell'anno 1087, infatti, le tre navi baresi reduci dall'aver trafugato da Myra le spoglie di San Nicola fecero sosta in quel luogo prima di sbarcare a Bari. Di questo avvenimento furono testimoni il monaco Niceforo e l'arcidiacono Giovanni, entrambi baresi, che raccontarono di essersi fermati nel porto di San Giorgio per riporre in un reliquiario le ossa, trasportate in una botticella, dopo averle prese dal sepolcro.
La bellezza naturale della cala di San Giorgio è inoltre arricchita dalle numerose ville sparse lungo la costa e da un attrezzato villaggio turistico sportivo. La presenza di una piccola cappella con una statua di San Nicola contribuisce a mantenere vivo il ricordo della traslazione. In occasione della tradizionale festa barese di San Nicola il corteo storico prende inizio proprio da San Giorgio, dove un'immagine del Santo viene collocata su un'imbarcazione e portata fino al Lungomare Nazario Sauro. Va ricordato che San Giorgio è stato il secondo presidio di sorveglianza più importante dopo quello di Torre a Mare quando, verso la fine del Settecento, la costa veniva sorvegliata mediante torri e baracche.
La popolazione del quartiere San Giorgio, costituita da poche migliaia di abitanti, aumenta notevolmente durante i mesi della stagione estiva, quando numerosi turisti si accingono ad abitare le tante ville disseminate nella zona. A partire dagli anni '70-'80 parte della costa di San Giorgio è stata deturpata dall'abusivismo edilizio. La nota spiaggia barese di Torre Quetta, al confine col quartiere Japigia, fu chiusa nel 2004 per la presenza di amianto e dopo un lungo intervento di bonifica da amianto in acqua (il primo in Italia) è stata riaperta a luglio 2010.
Con l'espansione di Japigia verso Sud, Il territorio di San Giorgio venne ridisegnato, cedendo a quest'ultimo negli anni, la Zona interessata.

## Architetture religiose
- La cappella di San Domenico (di proprietà privata);
- La chiesa parrocchiale di San Benedetto, al suo interno si venera la Madonna della Stella.

## Mezzi pubblici
È possibile raggiungere il quartiere San Giorgio con i seguenti mezzi pubblici:
- Linee di autobus dell'AMTAB: 12, 12/;
- Tangenziale di Bari SS 16, uscita Bari San Giorgio.